# Břetislav Mencák
Břetislav Mencák (19. dubna 1903, Praskačka u Hradce Králové – 12. března 1981, Praha) byl český překladatel ze severských jazyků, němčiny, ruštiny a francouzštiny, básník, literární kritik, publicista a nakladatelský redaktor.

## Život
Byl synem tesaře. Po studiích na reálce v Hradci Králové a po doplňovací maturitě na tamním gymnáziu vystudoval v letech 1921–1925 na Filozofické fakultě Univerzity Karlovy v Praze slavistiku a germanistiku. Roku 1931 získal titul PhDr.
Od roku 1935 působil v Praze jako novinář a redaktor. V letech 1935–38 v nakladatelství Melantrich redigoval týdeník Mladý hlasatel, roku 1939 redigoval v nakladatelství J. R. Vilímek čtrnáctideník Malý čtenář a v letech 1940–45 byl v nakladatelství Jan Otto redaktorem knih pro mládež. Od ledna do května roku 1945 byl totálně nasazen jako pomocný dělník v Praze a lesní dělník ve Větrově na Příbramsku.
Již jako student byl výrazně levicově orientovaný. Byl přítelem Bedřicha Václavka, od roku 1923 byl členem Proletkultu, od roku 1924 členem Komunistické strany Československa a Komunistické studentské frakce (Kostufra). Spolupracoval s Rudým právem a byl také redaktorem a členem redakčního kruhu studentského satirického časopisu Trn.
Postupně se specializoval na severské jazyky. V letech 1935–38 byl členem Československo-švédské společnosti a v letech 1945–48 sekretářem Severské společnosti. V letech 1945–46 vedl severské oddělení odboru pro kulturní styky se zahraničím na ministerstvu informací a od roku 1946 do roku 1950 působil jako kulturní přidělenec na československém velvyslanectví ve Stockholmu. Od roku 1950 do odchodu do důchodu roku 1963 byl zaměstnán ve Státním pedagogickém nakladatelství, nejprve jako šéfredaktor a od roku 1952 jako vedoucí redaktor oddělení jazykových příruček a slovníků. Po odchodu do důchodu působil jako externí spolupracovník různých nakladatelství v Praze, v Bratislavě i v Lipsku.

## Umělecká a překladatelská činnost
Ve 20. letech Mencák publikoval verše (často satirické) v časopisech, knižně vydal básnickou sbírku milostné a erotické lyriky ironického ladění ovlivněné Heinrichem Heinem a soudobým poetismem. Od 30. let se stalo těžištěm jeho literární činnosti překladatelství. Překládal z němčiny (Heine, Schiller), ruštiny (Majakovskij, Ščipačov) i francouzštiny (Verlaine), ale soustavně se věnoval především severským literaturám: dílům pro mládež, stěžejním prozaickým, básnickým a dramatickým pracím z přelomu 19. a 20. století a také autorům levicové orientace. Překlady veršů přispěl do knih jiných překladatelů.
Věnoval se rovněž popularizační činnosti (přednášky a rozhlasové pořady), psal  fejetony, příspěvky do různých novin a časopisů, studie,  předmluvy,  doslovy a vysvětlivky i ke knihám jiných překladatelů. Jako marxisticky orientovaný kritik a publicista se zaměřoval též na problematiku společenského dosahu literatury.

## Výběrová bibliografie

### Vlastní díla
- Romance počestného clowna (1929), básnická sbírka milostné a erotické lyriky z let 1925-1929 ovlivněná Heinrichem Heinem a soudobým poetismem, často ironického ladění.
- Veselý červenec: Jarka - Věra (1940), veselá knížka veršů pro nejmenší s obrázky Josefa Lady.

### Jazykové příručky
- Sprachführer deutsch-tschechisch (1962), spoluautor.
- Deutsch-tschechisches Wörterbuch (1964), společně s Františkem Widimským.
- Tschechisch mit leichtverständlicher Aussprachebezeichnung (1965).
- Němčina pro samouky (1972), společně s Miroslavem Frydrichem.
- Touristensprachführer: Deutsch, Polnisch, Tschechisch, Slowakisch (1976), spoluautor.

### Překlady

#### Překlady z němčiny
- 1935: Bertolt Brecht: Třígrošový román, spolupřekladatel (verše).
- 1954: Heinar Kipphardt: Hledá se Shakespeare.

#### Překlady z dánštiny
- 1938: Knud Rasmussen: Cesta bílým tichem.
- 1939: Knud Andersen: Ve spárech oceánu.
- 1953: Hans Christian Andersen: Pohádky a povídky, spolupřekladatel (verše).
- 1964: Ib Nørlund: Přehled dějin dánského dělnického hnutí.

#### Překlady z norštiny
- 1940: Helge Ingstad: Lovci kožišin: jejich osudy a dobrodružství v severní Kanadě.
- 1958: Henrik Ibsen: Divoká kachna.
- 1959: Henrik Ibsen: Hry IV., spolupřekladatel (Divoká kachna).
- 1960: Henrik Ibsen: Hry V., spolupřekladatel (John Gabriel Borkman).
- 1964: Henrik Ibsen: Peer Gynt.
- 1971: Helge Instad: Kolumbus nebyl první.
- 1973: Peter Christen Asbjørnsen a Jørgen Engebretsen Moe: O princeznách z Modrého vrchu.
- 1975. Henrik Ibsen: Hry II., spolupřekladatel (Peer Gynt, Brand).

#### Překlady ze švédštiny
- 1930: Švédské národní písně.[4]
- 1941: Fritiof Nilsson Piraten: Bombi Bitt a já.
- 1959: Selma Lagerlöfová: Gösta Berling.
- 1960: August Strindberg: Syn služky, spolupřekladatel (verše),
- 1962: Astrid Lindgrenová: Děti z Bullerbynu.
- 1975: Åke Holmberg: Detektiv Sventon se ujímá případu.
- 2010: Astrid Lindgrenová: Vánoční příběhy, spolupřekladatel.

#### Překlady z ruštiny
- 1953: Stěpan Petrovič Ščipačov: Poesie, spolupřekladatel.
- 1954: Stěpan Petrovič Ščipačov: Básně, spolupřekladatel.

#### Překlady z islandštiny
- 1956: Halldór Laxness: Prodaná ukolébavka.
- 1959: Einar Olgeirsson: Z minulosti islandského lidu, spolupřekladatel (verše).[1]
- 1980: Královské ságy: vypráví Jaroslav Kaňa, verše skaldů přetlumočil Břetislav Mencák.

#### Překlady z francouzštiny
- 1975: Paul Verlaine: Podzimní píseň.[5]